# Bojan Ćurić
Bojan Ćurić (Sarajevo, 26. decembar 1982) srpski je ekonomista, doktor ekonomskih nauka i finansijski revizor Glavne službe za reviziju javnog sektora Republike Srpske.

## Biografija
Dr Bojan Ćurić je rođen 26. decembra 1982. godine u Sarajevu. Diplomirao je 2005. godine na Ekonomskom fakultetu u Brčkom na smjeru za računovodstvo i finansije. Magistrirao je 2010. godine na Ekonomskom fakultetu u Beogradu na smjeru za finansijsko računovodstvenu analizu  sa tezom pod nazivom: "Uloga interne kontrole i interne revizije u javnom sektoru" i mentorstvom prof.dr Vladimira Poznanića . Doktorirao je 2017. godine na Ekonomskom fakultetu na Palama disertacijom pod nazivom "Otvorena pitanja i dileme procjene vrijednosti kapitala u procesu svojinske transformacije u zemljama regiona" pod mentorstvom prof.dr Radomira Božića. Autor je knjige "Procjena vrijednosti preduzeća - problemi i iskustva zemalja regiona" čiji je izdavač Ekonomski institut Beograd.
Predavač je na kontinuiranim profesionalnim edukacijama za budžetske korisnike u organizaciji Saveza računovođa i revizora Republike Srpske  i drugih profesionalnih asocijacija koje djeluju na prostoru Bosne i Hercegovine i Republike Srpske.Zvanični je predstavnik Glavne službe za reviziju javnog sektora Republike Srpske u radnoj grupi Evropske organizacije vrhovnih revizorskih institucija (EUROSAI TFMA - Task Force on Municipality Audit - grupi) kojom predsjedava Državna revizorska institucija Litvanije.
Od 2006. do 2007. godine, bio je zaposlen u ProCredit Bank d.d. Sarajevo filijala Bijeljina na poslovima kreditnog analitičara srednjih i velikih preduzeća. Od novembra 2007. godine zaposlen je u Glavnoj službi za reviziju javnog sektora Republike Srpske (kancelarija u Bijeljini) u sektoru za finansijsku reviziju, a trenutno se nalazi na poziciji Višeg revizora za finansijsku reviziju, a obavlja i poslove vođenja kancelarije u Bijeljini.
Posjeduje sertifikate ovlašćenog računovođe i ovlašćenog revizora Saveza računovođa i revizora Republike Srpske i ovlašćenog procjenjivača Udruženja ovlašćenih procjenjivača u Bosni i Hercegovini. Posjeduje i sertifikat ovlaštenog internog revizora u javnom sektoru izdatog od strane Ministarstva finansija Republike Srpske. U priznatim naučno-stručnim časopisima (Financing, Finrar, Novi Ekonomist, Poslovne studije i dr.) objavio je preko četrdeset naučno-stručnih radova iz oblasti finansijskog izvještavanja, revizije, poslovnih finansija i finansijskog upravljanja i kontrole. Kolumnista je magazina The PRESTIGE https://theprestige.ba/ i Nezavisnih novina https://www.nezavisne.com/ na teme iz oblasti ekonomije. Aktivni je učesnik brojnih konferencija i naučnih skupova u zemlji i inostranstvu. Sudski je vještak ekonomske struke. Govori engleski jezik. Živi i radi u Bijeljini. Oženjen je i otac jednog djeteta.

## Pregled važnijih radova
1. kao revidirani model tradicionalnog COSO modela, FINRAR [16] br.10/2012
2. Primjenjivost tržišnih metoda vrednovanja preduzeća u ekonomijama u razvoju [17], FINANCING[18] br.4/2012
3. Finansijska tržišta u razvoju kao ograničavajući faktor primjene CAPM modela za svrhe vrednovanja preduzeća [19], POSLOVNE STUDIJE[20] br.9-10/2013
4. Programsko budžetiranje-faktor jačanja finansijske odgovornosti u javnom sektoru, FINRAR br.2/2014
5. Ograničenja u primjeni metoda diskontovanog novčanog toka za svrhe vrednovanja preduzeća u Srbiji[21],POSLOVNE STUDIJE br.11-12/2014
6. Uloga i dometi vrhovnih revizorskih institucija u procesu revizije postupaka javnih nabavki,FINRAR br.11/2014 (koautor sa prof.dr Duško Šnjegota [22])
7. Uloga i dometi vrhovnih revizorskih institucija u procesu revizije sistema internih kontrola,FINRAR br.10/2015 (koautor sa prof.dr Duško Šnjegota [22])
8. Nepravilnosti u prezentovanju izvršenja budžeta i budžetskog rezultata u jedinicima lokalnih samouprava u Republici Srpskoj[23], FINANCING br.1/2017 (koautor sa prof.dr Jelena Poljašević[24])
9. Savremene tendencije i dobre prakse izvještavanja o rezultatima revizije, FINRAR br.8/2018,(koautor sa Dragoljub Kovinčić [25])
10. Revizija javno-privatnog partnerstva,FINRAR,br.8/2011,(koautor sa prof.dr. Vladimir Poznanić)
11. Profesionalna regulativa procjene vrijednosti preduzeća s osvrtom na probleme procjenjivačke profesije u regionu[26], POSLOVNE STUDIJE, br.17-18/2017,(koautor sa prof.dr Zoran Babić[27])
12. Uvođenje finansijskog upravljanja i kontrole u javnom sektoru Republike Srpske,FINRAR,br.3/2019.
13. Neki aspekti saradnje i odnosa eksterne i interne revizije u javnom sektoru,FINRAR,br.8/2019.
14. Ocjena sistema interne kontrole od strane interne revizije,FINRAR,br.2/2020.
15. Finansijsko izvještavanje vanbilansne aktive i vanbilansne pasive, potencijalnih obaveza i potencijalne imovine kod budžetskih korisnika, FINRAR, br.5/2020.

## Pregled važnijih radova sa skupova i seminara
1. Kreiranje vrijednosti preduzeća i (i) relevantnost strukture kapitala[28],V Međunarodni naučni skup 15.09.2017.g Univerziteta za poslovne studije
2. Uticaj kvaliteta informacione osnove na proces vrednovanja kapitala u zemljama regiona, Naučni skup Ekonomija danas – Andrićgrad 01-02.09.2017,Univerzitet u Istočnom Sarajevu,
3. Rezultati budžeta lokalnih samouprava Republike Srpske s osvrtom na koncept finansijskog izvještavanja[29], IV Međunarodna naučna konferencija,24.10.2014.g.Univerziteta za poslovne studije Banja Luka
4. Uloga javne revizije u podsticanju ekonomskog razvoja u Republici Srpskoj[30], Zbornik IV Međunarodne konferencije “Perspektive partnerstva vlasti, privrede i institucija visokog obrazovanja, Ekonomski fakultet Brčko,novembar 2017. godine
5. Problemi i ograničenja u finansijskom izvještavanju lokalnih samouprava u Bosni i Hercegovini[31], Susret katedri za računovodstvo zemalja regije, Vlašić 13-15.07.2017.g, Ekonomski fakultet Mostar (koautor sa Aida Nurkić)
6. april 2017- jun 2018, br. 1.[32]
7. Finansijsko izvještavanje u javnom sektoru – karika koja nedostaje u obrazovanju i praksi[33], 5 Međunarodna konferencija “Uloga visokoškolskih ustanova u savremenom poslovnom ambijentu, Ekonomski fakultet Brčko,novembar 2018 (koautor sa Tanja Bošnjaković)
8. Napomene uz finansijske izvještaje u skladu sa zakonskom i profesionalnom regulativom, Novosti u propisima budžetskog računovodstva, 28 i 29 novembar 2017, Teslić – Banja Vrućica, Savez računovođa i revizora RS[34]
9. Iskustva Glavne službe za reviziju javnog sektora Republike Srpske u ocjeni funkcionisanja sistema internih kontrola budžetskih korisnika, Novosti u propisima budžetskog računovodstva, 24 i 25 maj 2018, Jahorina – Savez računovođa i revizora RS[35]
10. Iskustva Glavne službe za reviziju javnog sektora Republike Srpske u reviziji finansijskih izvještaja,Novosti u propisima budžetskog računovodstva, 22 i 23 novembar 2018, Teslić – Banja Vrućica, Savez računovođa i revizora RS[36]
11. Bilansiranje imovine namijenjene prodaji i investicione imovine prema zahtjevima profesionalne i zakonske regulative,Novosti u propisima budžetskog računovodstva, 26 i 27 novembar 2019, Teslić – Banja Vrućica, Savez računovođa i revizora RS[37]
12. Finansijsko izvještavanje vanbilansne aktive i vanbilansne pasive, potencijalnih obaveza i potencijalne imovine kod budžetskih korisnika, vebinar, novembar 2020, Novosti u propisima budžetskog računovodstva, Savez računovođa i revizora Republike Srpske[38]
13. Obračun rezervisanja po osnovu ličnih primanja prema zahtjevima MRS JS-25 Primanja zaposlenih, Novosti u propisima budžetskog računovodstva, 01 i 02 jun 2021, Teslić – Banja Vrućica, Savez računovođa i revizora RS[39]